# Страсбургская клятва
Стра́сбургская кля́тва (Страсбургская присяга; лат. Sacramenta Argentariae, фр. Serments de Strasbourg, нем. Straßburger Eide) — союзнический договор между западнофранкским королём Карлом II Лысым и его братом восточнофранкским королём Людовиком II Немецким 14 февраля 842 года. Текст содержит древнейший памятник французского (старофранцузского) языка.

## История событий
Текст сохранился в составе латиноязычного сочинения историка Нитгарда «О раздорах сыновей Людовика Благочестивого». Нитгард был современником описываемых событий и писал вскоре после них (он умер в 844). Кроме того, он был двоюродным братом непосредственных участников событий, приходясь внуком Карлу Великому. Согласно Нитгарду, во время междоусобной борьбы сыновей Людовика I Благочестивого (внуков Карла Великого) средний брат, Людовик, и младший, 19-летний Карл, объединились против самого старшего брата — Лотаря. Карл, предводительствовавший романоязычным войском, и Людовик, командовавший германоязычными «тевтонами», съехались 14 февраля 842 в Страсбурге. Перед тем, как была произнесена клятва, братья сказали речь собравшемуся народу: Карл говорил «по-тевтонски», чтобы воины Людовика могли его понять, Людовик — «по-романски». Первым начал говорить Людовик, как старший. Он указал в своей речи на преследования Лотарем Карла и на предоставление ими суду Божьему решить, кто из них прав; но так как он продолжал враждовать и опустошать их земли, то, «доведенные до крайности», они решили для обеспечения благосостояния государства, не руководимые беззаконными страстями, скрепить верность и братскую любовь взаимной клятвой в присутствии воинов. Если клятва будет нарушена кем-нибудь из братьев, то воины нарушившего освобождаются от повиновения и присяги своему государю. После речи первый произнес присягу Людовик на романском языке (опять же чтоб быть понятным войску брата). Такую же клятву произнес и Карл по-тевтонски. Затем последовала клятва войска: каждое войско клялось на своем языке.
В следующем, 843 году, сыновья Людовика Благочестивого заключили Верденский договор и разделили между собой империю деда.
Страсбургская клятва стала одним из самых ранних свидетельств того, что единое латиноязычное пространство, унаследованное от Римской империи и сохранявшееся в эпоху варварских королевств, начало уступать место новым языкам Европы — в данном случае французскому и немецкому, которые начинают использоваться полуофициально.

## Язык
Нитгард приводит эти тексты в подлиннике, называя язык войска Карла «романским» (лат. lingua romana), а язык войск Людовика «тедескским» или «германским» (лат. lingua teudisca). С точки зрения языка первое представляет собой древнейший известный памятник старофранцузского языка, второе — один из старых памятников древневерхненемецкого языка (вероятно, отражает диалект Рейнской области).
Первые исследования относятся к XIX веку. В «Monumenta Germaniae Historica» (II, 666) помещено исследование Гримма о Страсбургской клятве. Затем Гастон Барри исследовал текст Нитгарда с филологической стороны.
К памятнику и в дальнейшем было привлечено в основном внимание романистов, и исследуется прежде всего старофранцузский текст. Мнения относительно свойств романского языка «Клятв» расходятся. В нём одни видят романский язык области Лиона, но другие локализуют диалектную базу клятв на северо-востоке Галлии; одни лингвисты считают текст отражающим живую галло-романскую речь того времени, другие же считают значительной искусственную латинизацию текста. Текст клятв отражает раннюю утрату латинских конечных гласных, неустойчивость реализации финальных гласных, ставших таковыми в романскую эпоху (Karle — Karlo), является уникальным свидетельством придыхательных согласных, рано выпавших (cadhuna < cada una).
Текст Нитгарда обычно цитируется по рукописи Национальной библиотеки в Париже (список lat. 9768 конца X века).

## Текст романских (старофранцузских) клятв
(перевод на русский В. И. Томашпольского)
Клятва, прочтённая Людовиком Немецким перед войском Карла:
Pro Deo amur et pro christian poblo et nostro commun salvament, d’ist di en avant, in quant Deus savir et podir me dunat, si salvarai eo cist meon fradre Karlo, et in aiudha et in cadhuna cosa, si cum om per dreit son fradra salvar dift, in o quid il mi altresi fazet, et ab Ludher nul plaid num quam prindrai qui meon vol cist meon fradre Karle in damno sit.
«Во имя любви к Богу и во имя христианского народа и нашего общего спасения с этого дня впредь, насколько Бог мудрость и власть мне даёт (или: дал), так спасу я этого своего брата Карла и в помощи и в каждом деле, как своего брата спасать должно с тем, чтобы он мне так же делал, и с Лотарем никакого договора не заключу, который по моей воле этому моему брату Карлу в ущерб был бы».
Клятва, прочтённая войском Карла:
Si Lodhuvigs sagrament que son fradre Karlo jurat conservat, et Karlus meos sendra de suo part non lostanit, si jo returnar non l’int pois, ne jo ne neuls cui eo returnar int pois, in nulla aiudha contra Lodhuuvig nun li iv er.
«Если Людовик клятву, которую он дает своему брату Карлу, сдержит, а Карл, мой господин, со своей стороны её нарушит, если я ему в этом не смогу помешать, ни я, ни другой, кому я в этом смогу помешать, никакой помощи против Людовика ему не окажет».